# Église épiscopale méthodiste africaine Emanuel
L'église épiscopale méthodiste africaine Emanuel, en anglais : Emanuel AME Church ou simplement Mother Emanuel, est une église protestante de Charleston, aux États-Unis, affiliée à l'Église épiscopale méthodiste africaine.
Elle est la cible de la fusillade de l'église de Charleston le soir du 17 juin 2015.

## Histoire
« L'Emanuel African Methodist Episcopal Church est l’une des plus anciennes églises noires de la côte Est des États-Unis, symbole de la lutte contre l’esclavage, puis, de la lutte démocrate pour les droits civiques » comme le rappelle la philosophe Sandra Laugier dans le journal Libération.

### Fondation
L'église a été fondée en 1816 par d'anciens membres afro-américains de l'église épiscopale méthodiste africaine (AME) de Charleston qui avaient quitté leur église à cause d'une dispute à propos de place de cimetière. L'église de la communauté blanche, et particulièrement l'église méthodiste épiscopale, avait pratiqué une attitude de plus en plus discriminatoire contre eux. Le point culminant a été la construction d'un abri pour corbillard dans la partie du cimetière réservée aux Noirs. En 1818 un prêtre, Morris Brown, quitte en signe de protestation l'église méthodiste blanche et plus de 4 000 paroissiens noirs de trois différentes églises méthodistes de la ville le suivent pour fonder une nouvelle église. Des lois de la ville ou de l'État n'autorisaient les offices religieux de la communauté noire qu'aux heures du jour. D'autres lois interdisaient qu'il y ait une majorité de Noirs parmi les croyants d'une église et rendent illégales tout littérature afro-américaine. En 1818, les autorités officielles arrêtent 140 membres noirs de différentes communautés religieuses et condamnent des prêtres à des amendes et des coups de fouet. Des attaques semblables ont lieu en 1820 et 1821.
Morris Brown, rencontre Richard Allen, le fondateur de l'AME, et en 1820, s'implante une nouvelle paroisse de l'AME à Charleston sous la direction du révérend Morris Brown (en), la congrégation de Charleston atteint en peu de temps les 2 000 membres ; mais en 1822 se produit une insurrection d'esclaves dirigée par Denmark Vesey l'un des membres influents de la paroisse, l’insurrection est vite réprimée, trente des insurgés sont pendus, dont Denmark Vesey et les bâtiments de la paroisse sont rasés. Pour sauver sa vie, Morris Brown part se réfugier auprès de Richard Allen à Philadelphie. D'autres membres de l'église, restés sur place, réussissent en quelques années à reconstituer une communauté. En 1834, les églises exclusivement afro-américaines sont déclarées illégales à Charleston. Dès lors, cette communauté organise des réunions secrètes jusqu'en 1865, c'est-à-dire jusqu'à la fin de la guerre civile américaine,.

### Après la guerre civile
Après la fin de la guerre civile, Daniel Payne, évêque de l'Église épiscopale méthodiste africaine, désigne Richard H. Cain (en) comme chef de la communauté qui prend alors le nom d'Emanuel AME et Morris Brown AME. En 1872, après quatre ans de présence au Sénat de Caroline du Sud (1868-1872), Richard Cain devient un membre républicain du Congrès dans la chambre des représentants, prolongeant ainsi une longue tradition de leaders religieux reconvertis dans la politique.

### La construction du bâtiment
Une église en bois, construite entre 1865 et 1872 sous la direction de l'architecte Robert Vesey, fils de Denmark Vesey, est détruite durant le séisme de 1886 à Charleston. Le président des États-Unis Grover Cleveland fait un don de 10 dollars pour aider à la reconstruction, indiquant qu'il était « très content de contribuer à une action qui en valait la peine ».
L'édifice actuel date de 1891. Il est situé dans la partie nord de Calhoun Street.

### XXeetXXIesiècles
Au mois de mars 1909, Booker T. Washington parla dans l'église épiscopale Emanuel. Dans l’assistance il y avait de nombreux Blancs dont un membre de la cour suprême de Pennsylvanie et Robert Goodwyn Rhett le maire de Charleston, avocat et propriétaire du journal News and Courier.
En 1951, l'église avait 2 400 membres et terminait son projet de rénovation coûtant 47 000 dollars. Une autre rénovation en 2015 coûta 427 000 dollars. Cette rénovation gagna une récompense dans la catégorie «transformation spectaculaire» décernée par la chambre de commerce de Charleston[réf. souhaitée].
En 1962, Martin Luther King, pasteur et militant des droits civiques tient une réunion dans l'église pour inciter les membres de l'église à s'inscrire sur les listes électorales.
Coretta Scott King prit la tête d'une marche de 1 500 manifestants appartenant à l'église pour apporter leur soutien aux grévistes de l’hôpital de Charleston. Dans l'église, ils firent face à la garde nationale de Caroline du Sud. Le prêtre de l'église et 900 autres manifestants furent arrêtés.
En 1989, l'ouragan Hugo endommagea l'église. Même si les principaux travaux furent faits le toit en fer continuait de rouiller et fuyait. Le toit fut donc changé avec des bandes de cuivre autobloquantes.
En 2008, l'église comptait plus de 1 600 membres et participait au collectif interreligieux d'entraide de Charleston et d'autres actions caritatives. L'église est impliquée dans le développement de l'art vocal à Charleston en accueillant notamment dans l'église des chanteurs gospel de l'orchestre symphonique de Charleston.
En 2010 le pasteur et sénateur Clemanta Pinckney renoua avec la tradition en s'engageant comme religieux en politique comme l'avait fait avant Richard H.Cain.
Le 31 décembre 2012, pendant la veillée de la Saint-Sylvestre l'église célèbre ses 150 ans d'existence : en effet, sa déclaration d'indépendance date du 1er janvier 1863. Depuis cette date, chaque 1er janvier, il y a un défilé dans la ville pour célébrer cet événement qui se termine dans l'église Emanuel.

### 17 juin 2015. Fusillade dans l'église
Le 17 juin, Dylann Roof, un suprémaciste blanc de 21 ans se met à tirer et tue neuf membres de la communauté qui assistaient à une étude biblique, six femmes et trois hommes. Ce crime est considéré par la justice fédérale comme « un crime motivé par la haine » et le suspect a été arrêté,,.
Les victimes sont : Clementa Pinckney, sénateur de Caroline du Sud,Tywanza Sanders, Cynthia Hurd, la révérende Sharonda Coleman-Singleton, Myra Thompson, Ethel Lance, le révérend Daniel Simmons, le révérend. DePayne Middleton-Doctor et Susie Jackson, tous des Afro-Américains, il y a trois survivants de la tuerie Felicia Sanders, sa petite-fille, et Polly Sheppard.
Depuis le 21 juin 2015, le révérend Norvel Goff Senior est pasteur intérimaire,.